# Chiseldon
Chiseldon – wieś w Anglii, w hrabstwie ceremonialnym Wiltshire, w dystrykcie (unitary authority) Swindon. Leży 50 km na północ od miasta Salisbury i 112 km na zachód od Londynu. W 2001 miejscowość liczyła 2599 mieszkańców.